# Velfjorden
Velfjorden er en fjord i Brønnøy og Vevelstad kommuner i Nordland fylke i Norge. Den strækker sig 31 km mod sydøst til Taurmanbotnet i bunden af Langfjorden. 
Fjorden har en række sidefjorde, som Okfjorden, Storfjorden, Lislbørja, Storbørja, Sørfjorden, Heggfjorden og Langfjorden.
Velfjorden har indløb mellem Hornnæsset i Brønnøy i vest og Sydodden i Vevelstad i øst. Ved Hornnæsset ligger Horn og derfra  går der færge over fjorden til Anddalsvågen som en del af Rv17. Ved Oknæsset går Okfjorden mod nordøst, mens Storfjorden går nordøstover et stykke længere mod syd ved Røyrvikodden. Et stykke længere inde i fjorden deler den sig i flere grene. En halvø stak mod nord i fjorden med Sørfjorden på vestsiden og Heggfjorden på østsiden. Inderst i Heggfjorden ligger Hommelstø, mens Velfjord ligger inderst i Sørfjorden. 
Øst for halvøen ligger Børjenæsset og her går Lislbørja østover på nordsiden, mens Storbørja ligger på sydsiden. Mellem indløbet til Storbørja i øst og Heggfjorden i vest fortsætter Velfjorden sydover som Langfjorden. 
Rigsvej 76 går langs dele af vestsiden af fjorden.